# Día de la raíz cuadrada
El día de la raíz cuadrada es una efeméride que se celebra en los días en que tanto el día del mes como el mes son la raíz cuadrada de los dos últimos dígitos del año.Por ejemplo, el último día de la raíz cuadrada fue el 5 de mayo de 2025 (5/5/2025) y el próximo será el 6 de junio de 2036 (6/6/36). El último día de la raíz cuadrada del siglo tendrá lugar el 9 de septiembre de 2081. Los días de la raíz cuadrada caen siempre en las mismas nueve fechas de cada siglo.

## Historia
Ron Gordon, docente de un colegio secundario de Redwood City, California, creó el primer día de la raíz cuadrada para el 9 de septiembre de 1981. Al día de hoy, Gordon se mantiene como difusor de la efeméride, comunicados de prensa a los medios de comunicación para que se sumaran al evento. La hija de Gordon creó un grupo de Facebook para que las personas pudieran compartir como han celebrado el día.
Una forma sugerida de celebrar la festividad es comiendo rábanos u otros tubérculos cortados en formas con secciones transversales cuadradas (creando así una "raíz cuadrada").

## Distribución
El número de años entre días de raíz cuadrada consecutivos en un siglo son números poderosos consecutivos: 1, 4, 8, 9, 16, 25, 27, 32.

## Listado
Los días de la raíz cuadrada de este siglo (y por extensión, de cualquier siglo cuyo dos últimos dígitos del año sean un cuadrado perfecto) son los siguientes
- 1 de enero de 2001
- 2 de febrero de 2004
- 3 de marzo de 2009
- 4 de abril de 2016
- 5 de mayo de 2025
- 6 de junio de 2036
- 7 de julio de 2049
- 8 de agosto de 2064
- 9 de septiembre de 2081